# Кобзар Наталія Миколаївна
Наталія Миколаївна Кобзар (нар. 19 січня 2000) — українська паралімпійська легкоатлетка, заслужений майстер спорту України міжнародного класу з легкої атлетики. Член збірної паралімпійської команди України з легкої атлетики. Чемпіонка світу з легкої атлетики 2017 року з бігу на 400 м та 2019 року в бігу на 400 м. Чемпіонка Європи 2018 та 2021 років на дистанції 400 м. Срібна призерка літніх Паралімпійських ігор 2020 року в Токіо на 400 м та Ігор 2024 року в Парижі на дистанції 200 м.
Займається легкою атлетикою у Дніпропетровському обласному центрі «Інваспорт».

## Спортивна кар'єра

### Чемпіонат світу 2017
На чемпіонаті світу 2017 в Лондоні виборола золоту медаль на 200 м з Європейським рекордом та здобувала дві трійні медалі на дистанціях 100 та 200 м.

### Чемпіонат Європи 2018
Чемпіонат Європи приніс золото на дистанції 400 м та золото на 100 м.

### Чемпіонат світу 2019
На Чемпіонаті світу з легкої атлетики, що пройшов з 7 по 15 листопада 2019 року в Дубаї (Об'єднані Арабські Емірати) завоювала золоту нагороду. 11 листопада Кобзар стала першою в бігу на дистанції 400 м з особистим рекордом спортсменки.

### Чемпіонат Європи 2021
Завоювала золото на 400 м та дві срібні медалі на дистанціях 100 м та 200 м.

### Паралімпійські ігри 2021
Спортсменка виборола срібну медаль на 400 м з особистим рекордом.

## Відзнаки та нагороди
- Орден княгині Ольги II ст. (18 вересня 2024) — За досягнення високих спортивних результатів на XVII літніх Паралімпійських іграх у місті Парижі (Французька Республіка), виявлені самовідданість та волю до перемоги, утвердження міжнародного авторитету України[3]
- Орден княгині Ольги III ст. (16 вересня 2021) — За значний особистий внесок у розвиток паралімпійського руху, досягнення високих спортивних результатів на XVI літніх Паралімпійських іграх у місті Токіо (Японія), виявлені самовідданість та волю до перемоги, утвердження міжнародного авторитету України[4]